# Oreoneta
Oreoneta är ett släkte av spindlar som beskrevs av Chyzer et Kulczynski 1894. Oreoneta ingår i familjen täckvävarspindlar.

## Dottertaxa tillOreoneta, i alfabetisk ordning[1][2]
- Oreoneta alpina
- Oreoneta arctica
- Oreoneta banffkluane
- Oreoneta beringiana
- Oreoneta brunnea
- Oreoneta eskimopoint
- Oreoneta eskovi
- Oreoneta fennica
- Oreoneta fortyukon
- Oreoneta frigida
- Oreoneta garrina
- Oreoneta herschel
- Oreoneta intercepta
- Oreoneta kurile
- Oreoneta leviceps
- Oreoneta logunovi
- Oreoneta magaputo
- Oreoneta mineevi
- Oreoneta mongolica
- Oreoneta montigena
- Oreoneta punctata
- Oreoneta repeater
- Oreoneta sepe
- Oreoneta sinuosa
- Oreoneta tatrica
- Oreoneta tienshangensis
- Oreoneta tuva
- Oreoneta uralensis
- Oreoneta vogelae
- Oreoneta wyomingia